# White Castle (restaurace)
White Castle je jeden z nejstarších řetězců hamburgerových restaurací rychlého občerstvení ve Spojených státech, založený v roce 1921. Je proslulý zejména čtvercovými hamburgery, kterým se říká "sliders" (oficiálně "Slyders"). Do 40. let 20. století se za ně platilo 5 centů a pak cena dlouho zůstala na 10 centech. Tento řetězec velmi proslavil film Zahulíme, uvidíme, kde se hrdinové filmu snaží za každou cenu dostat do této restaurace.
Typická restaurace White Castle připomíná bílý středověký hrad. Největší White Castle na světě byl otevřen 15. února 2008 v centru města Louisville, Kentucky. Zabírá prostor více než 300 metrů čtverečních (3 270 čtverečních stop).

## Umístění
- Illinois
- Indiana
- Kentucky
- Michigan
- Minnesota
- Missouri
- New Jersey
- New York
- Ohio
- Tennessee
- Wisconsin
- Las Vegas